# NGC 78/2
NGC 78/2 је лентикуларна галаксија у сазвежђу Рибе која се налази на NGC листи објеката дубоког неба.
Деклинација објекта је + 0° 50' 0" а ректасцензија 0h 20m 27,5s. Привидна величина (магнитуда) објекта NGC 78 износи 13,4 а фотографска магнитуда 14,4. NGC 782 је још познат и под ознакама NGC 78B, UGC 194, MCG 0-2-5, KCPG 6A, KUG 0017+005, MK 547, CGCG 383-1, PGC 1309.